# Manuel Lazzari
Manuel Lazzari (* 29. November 1993 in Valdagno) ist ein italienischer Fußballspieler. Der Flügelspieler und A-Nationalspieler steht bei Lazio Rom unter Vertrag.

## Karriere

### Vereine
Lazzari spielte bei der AC Giacomense in der viertklassigen Lega Pro Seconda Divisione und wechselte zur Saison 2013/14 zum Ligakonkurrenten SPAL Ferrara. Dort avancierte er sofort zum Stammspieler und stand in seiner ersten Spielzeit in 30 Ligaspielen auf dem Platz. Mit der Saison 2014/15 wurde die Liga mit der Lega Pro zur drittklassigen Serie C zusammengelegt und Lazzari spielte fortan mit der SPAL in der aus Mannschaften aus den Regionen Abruzzen, Emilia-Romagna, Ligurien, Marken, Toskana und Umbrien bestehenden Gruppe B. In der Saison 2015/16 belegte er mit seiner Mannschaft in der Abschlusstabelle den ersten Platz und sicherte sich mit seinem Team in der anschließenden Supercoppa den Meistertitel der Serie C sowie den Aufstieg in die Serie B. In der folgenden Spielzeit verpasste Lazzari lediglich drei Ligaspiele seiner Mannschaft, mit der ihm erneut der Gewinn der Meisterschaft und damit verbunden der direkte Durchmarsch in die Serie A gelang. In der Saison 2017/18 erreichte die SPAL, bei der er in 36 Ligaspielen über die volle Spielzeit auf dem Feld stand, den Klassenerhalt. In der Saison 2018/19 stand Lazzari in 33 Ligaspielen für den Erstligisten auf dem Feld. Am Ende der Saison stand die SPAL auf dem 13. Tabellenplatz.
Zur Saison 2019/20 wechselte Lazzari zu Lazio Rom. Er unterschrieb einen bis Juni 2024 gültigen Vertrag.

### Nationalmannschaft
Lazzari wurde im September 2018 von Roberto Mancini erstmals für die italienische A-Nationalmannschaft nominiert. Er debütierte am 10. September für die Squadra Azzurra und stand bei der 0:1-Niederlage gegen Portugal über die volle Spielzeit auf dem Feld. Anschließend wurde Lazzari über zwei Jahre nicht berücksichtigt.

## Erfolge
SPAL Ferrara
- Meister der Serie C und Aufstieg in die Serie B: 2015/16
- Meister der Serie B und Aufstieg in die Serie A: 2016/17

Lazio Rom
- Italienischer Supercupsieger: 2019